# Derailed (pel·lícula)
Derailed és una pel·lícula estatunidenca dirigida per Mikael Håfström, estrenada l'any 2005.

## Argument
Executiu en una agència de publicitat, Charles Schine està casat amb Deanna, amb qui té una filla, Amy, que pateix diabetis, cosa que requereix cures costoses. Quan agafa el tren per anar al seu treball, coneix Lucinda Harris, que està casada amb un conseller financer. A poc a poc, surten junts. La passió per als seus esposos respectius semblant haver-se apagat, Charles i Lucinda cedeixen a la temptació i acaben una tarda en un hotel. Però un home armat, Laroche, irromp a la seva cambra, els roba, colpeja Charles i agredeix sexualment Lucinda.
Mentre que Charles vol posar una denuncia, Lucinda el dissuadeix perquè no vol revelar al seu marit una relació a penes consumada. El malson no s'atura allà perquè Laroche amenaça la família de Charles si aquest no li dona la suma de 20.000 dòlars, cosa que accepta fer. Però un mes més tard, Laroche hi torna reclamant-li 100.000 dòlars, o sigui la suma estalviada per al tractament d'Amy. Charles demana llavors l'ajuda de Winston, un antic detingut que treballa a l'agència com a mecànic, i amb el qual té amistat. Però LaRoche mata Winston.

## Repartiment
- Clive Owen: Charles Schine
- Jennifer Aniston: Lucinda Harris / Jane
- Vincent Cassel: Laroche
- Melissa George: Deanna Schine
- Giancarlo Esposito: l'inspector Franklin Church
- RZA: Winston Boyko
- Xzibit: Dexter
- Addison Timlin: Amy Schine
- Tom Conti: Eliot Firth
- Rachael Blake: Susan Davis
- Denis O'Hare: Jerry, l'advocat
- Georgina Chapman: Candy
- David Morrissey: Sam Griffin
- Richard Leaf: Ray, l'empleat de nit de l'hotel
- Bill Armstrong: Barry, el comptable
- Danny McCarthy: Hank, l'agent de correccional
- Catherine McCord: la recepcionista a Avery Price
- Sam Douglas: l'inspector de la criminal
- Dozer: Bernie el gos

## Al voltant de la pel·lícula
- El rodatge va començar el setembre de 2004 i es va desenvolupar a Chicago, Joliet i Londres.
- Metra, la societat encarregada de la gestió del sistema ferroviari de Chicago, va cobrar 30.000 dòlars per a la utilització d'alguns trens i parades per a les necessitats del film. Aquest es va estrenar dos mesos després del descarrilament d'un tren de suburbi de la societat Metra que va tenir lloc el 17 de setembre de 2005 i que va costar la vida a dues persones i en va ferir vuitanta més. Encara que cap tren no descarrila al film, Metra va intentar debades fer canviar el títol.[2]

## Banda original
- Get Cha Bars Up, interpretat per Strong Army Steady
- Wish I Had a Life, interpretat per JD & The Straight Shot
- Something Wrong, interpretat per JD & The Straight Shot
- Back Again, interpretat per JD & The Straight Shot
- Gonna Kill That Dog, interpretat per JD & The Straight Shot
- The Switch, interpretat per Planet Funk
- Really Want None, interpretat per Free Murder
- Be the Girl, interpretat per Aslyn
- Luna do Paris
- Johnny, interpretat per Rular Rah